# Newburgh, Aberdeenshire
Newburgh är en ort i Storbritannien.   Den ligger i kommunen Aberdeenshire och riksdelen Skottland, i den norra delen av landet, 700 km norr om huvudstaden London. Newburgh ligger 11 meter över havet och antalet invånare är 1 377.
Terrängen runt Newburgh är platt. Havet är nära Newburgh åt sydost.  Närmaste större samhälle är Aberdeen, 18,3 km söder om Newburgh. 